# カリム・ハグイ
カリム・ハグイ（Karim Haggui, 1984年1月20日 - ）は、チュニジア・カスリーヌ出身で元同国代表のサッカー選手。現役時代のポジションはディフェンダー。

## 経歴
2003年にチュニジア代表デビューを果たすと、2004年にはアフリカネイションズカップ2004で優勝する。アテネオリンピックにも出場した。
FIFAコンフェデレーションズカップ2005でブレイクした。長身を生かしたヘディングが武器で、セットプレーの際は前線まで上がりヘディングで得点することもしばしばある。2006 FIFAワールドカップにも出場。ラディ・ジャイディが代表から外れてからキャプテンマークを巻いている。
2012年に代表引退を表明した。

## 代表歴

### 出場大会
- チュニジア代表
  - 2006 FIFAワールドカップ

### 試合数
- 国際Aマッチ 82試合 5得点（2003年-2013年）[1]

| チュニジア代表 | 国際Aマッチ | 国際Aマッチ |
| 年             | 出場        | 得点        |
| -------------- | ----------- | ----------- |
| 2003           | 3           | 0           |
| 2004           | 14          | 3           |
| 2005           | 4           | 0           |
| 2006           | 13          | 1           |
| 2007           | 8           | 0           |
| 2008           | 10          | 0           |
| 2009           | 7           | 0           |
| 2010           | 9           | 1           |
| 2011           | 2           | 0           |
| 2012           | 6           | 0           |
| 2013           | 6           | 0           |
| 通算           | 82          | 5           |

## タイトル
- チュニジア代表
  - アフリカネイションズカップ 2004
- RCストラスブール
  - リーグ・カップ 2004-05